# Mielcuchy Pierwsze
Mielcuchy Pierwsze – wieś w Polsce położona w województwie wielkopolskim, w powiecie ostrzeszowskim, w gminie Czajków.
Wieś powstała 1 stycznia 2009 w wyniku połączenia osady Bolki oraz Lemieszy, przysiółka wsi Mielcuchy.